# Rajiv Gandhi

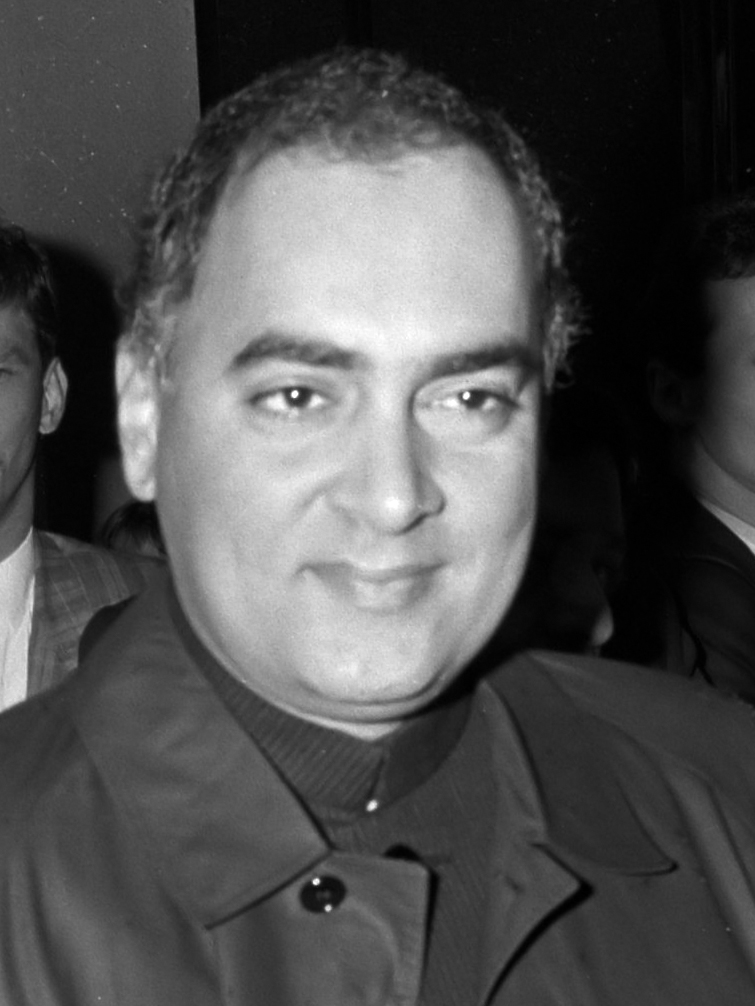
Gandhi 1987

Rajiv Gandhi (Hindi: राजीव गाँधी Rājīv Gāndhī; * 20. August 1944 in Bombay, heute Mumbai; † 21. Mai 1991 in Sriperumbudur, Tamil Nadu) war ein indischer Politiker. Von 1984 bis 1989 war er Premierminister Indiens. 
Seine Mutter Indira Gandhi war von 1966 bis 1977 und von 1980 bis zu ihrer Ermordung 1984 Premierministerin;  sein Vater Feroze Gandhi war Parse.
Gandhi starb durch eine Selbstmordattentäterin bei einer Wahlkampfveranstaltung.

## Leben

### Politiker

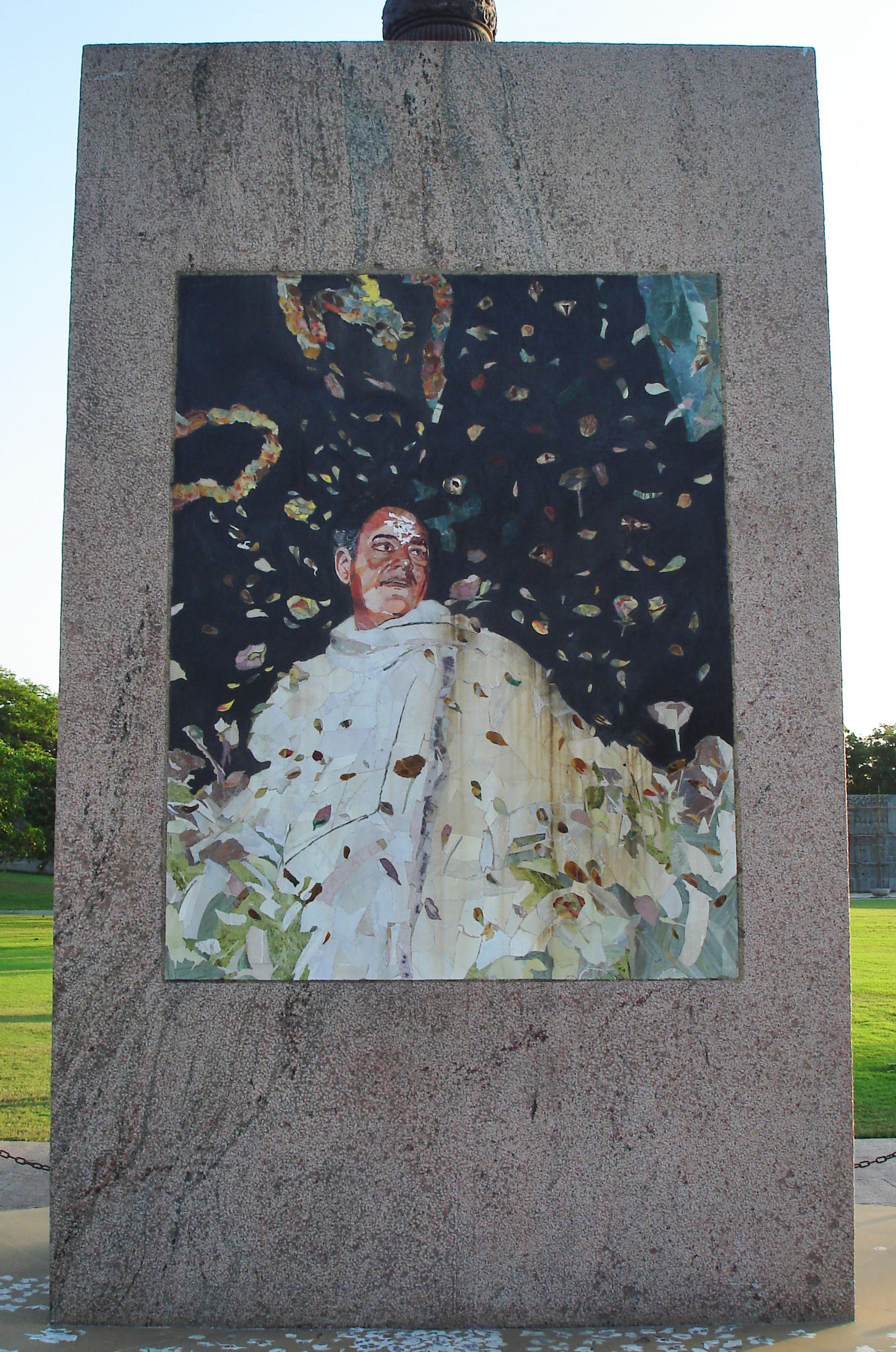
Rajiv Gandhi Gedenkstein

Gemeinsam mit seinem jüngeren Bruder Sanjay ging er in Dehradun und England zur Schule. Er studierte danach am renommierten Imperial College London. Gandhi hielt sich erst aus der Politik fern und wurde Pilot der staatlichen Fluggesellschaft Indian Airlines. Nachdem Sanjay, der das politische Erbe der Familie bereits angetreten hatte, im Juni 1980 bei einem Flugzeugabsturz gestorben war, wurde Rajiv statt seiner in der Politik aktiv. 1983 wurde er von seiner Mutter zum Generalsekretär der Kongresspartei ernannt. 
Er initiierte innerparteiliche Reformen und kämpfte gegen die Korruption; dies brachte ihm schnell den Beinamen Mr. Clean („Saubermann“) ein. Eine seiner heftigsten Kritikerinnen war Maneka Gandhi, die Witwe seines Bruders Sanjay.
Nachdem seine Mutter am 31. Oktober 1984 von zwei Leibwächtern ermordet worden war, drängten ihn führende Politiker der Kongresspartei und auch Präsident Zail Singh, sich zum Premierminister wählen zu lassen. Zwei Monate nach seiner Ernennung gewann er auch die Parlamentswahl mit einem Erdrutschsieg, der seiner Partei und ihm 401 von 506 Sitzen des Unterhauses einbrachte. Auch wurde er daraufhin Vorsitzender der Kongresspartei.
In seine Amtszeit fielen die ersten Friedensgespräche mit Pakistan, erste Annäherungen an Rotchina unter Deng Xiaoping und ein Aussöhnungsversuch mit den Rebellen auf Sri Lanka. Ebenfalls intervenierte er 1988 bei einem Putschversuch auf den Malediven militärisch erfolgreich. Er fiel durch seinen liberalen Stil auf, der im Gegensatz zu dem seiner Mutter stand, und durch seine Sicherheit auf dem diplomatischen Parkett, die zu seiner Beliebtheit im Ausland beitrug. 
Am 30. Juli 1987 schlug ein Gardesoldat mit dem Kolben seines Gewehrs auf Gandhi ein, als dieser die Ehrenformation eines Wachbataillons abschritt.  Er verfehlte seinen Kopf und traf nur die Schulter, die durch eine kugelsichere Weste zusätzlich gepolstert war; Gandhi blieb fast unverletzt.
Bei der Parlamentswahl im November 1989 unterlag er, da er die von ihm gegebenen Versprechungen nicht einzulösen vermochte, denn gleichzeitig musste er gegen eine hohe Inflation kämpfen, den Vorwurf mangelnder Volksnähe verkraften und einen Bestechungsskandal innerhalb der Kongresspartei verarbeiten, den Bofors-Skandal. Er versuchte aber weiterhin, als Vorsitzender der Kongresspartei Einfluss auf den Kurs der indischen Politik zu nehmen. So unterstützte er kurzzeitig den Premierminister Chandra Shekhar, der eine Minderheitsregierung unter der Duldung der Kongresspartei führte. 

### Tod
Am 21. Mai 1991 wurde er von einer Selbstmordattentäterin, die der LTTE zugerechnet wurde, mit einem Sprengstoffgürtel bei einer Wahlkampfveranstaltung in der Stadt Sriperumbudur nahe Madras ermordet. Bei dem Anschlag starben neben der Attentäterin und Gandhi weitere 17 Menschen.   
Knapp sieben Jahre nach dem Attentat wurden im Januar 1998 zehn Inder und 16 Sri-Lanker wegen des Mordes an Gandhi zum Tode verurteilt. Im Mai 1999 hob das Oberste Gericht Indiens die Todesstrafe gegen 22 der Angeklagten auf; die Hinrichtung der vier verbliebenen Verurteilten wurde ausgesetzt.

### Privat
Rajiv Gandhi war seit 1968 mit Sonia Gandhi (* 1946) verheiratet, die er auf einer Sprachschule in Cambridge kennengelernt hatte. Sie hatten zusammen zwei Kinder, Rahul (* 1970) und Priyanka (* 1972). Sonia Gandhi war ursprünglich dagegen, dass Rajiv nach dem Unfalltod seines jüngeren Bruders der Spitzenpolitiker Indiens wurde. Als Frau des Premierministers unterstützte sie Rajiv unter Berücksichtigung der Hindu-Sitten. Sie soll auf ihn und seine Entscheidungen einen erheblichen Einfluss gehabt haben. Sie wurde 1998 Präsidentin der Indischen Kongresspartei, die unter ihrer Führung die indische Parlamentswahl 2004 gewann, 
verzichtete dann aber auf das Amt der Premierministerin.
Rajiv Gandhi war ab 1975 lizenzierter Funkamateur. Sein Rufzeichen VU2RG wird heute von der Klubstation der Rajiv Gandhi Foundation verwendet.

## Ehrungen
- Seit 1992 wird der Rajiv Gandhi Khel Ratna vergeben, der höchste indische Nationalpreis für Sportler.
- Im März 2008 wurde bei Hyderabad der Rajiv Gandhi International Airport eröffnet.